# 小河孝浩
小河 孝浩（おがわ たかひろ、1961年 - ）は、日本の写真家。宮崎県 西米良村出身、在住。
13歳の頃白黒写真の引き伸し機を伯父に譲り受け、現像液から写真が生れ出る瞬間に感動して撮影を始める。高校時代から新聞や写真雑誌のコンテストに投稿するが、高校3年生の時に応募した「全国高校生ポスター・写真コンクール（写真部門）」（主催 日本写真専門学院／現、日本写真芸術専門学校）で最高位の優秀賞（最優秀者なし）を受賞したことをきっかけに、本格的に写真家の道を志し上京した。
帰郷後も東京との仕事を続けながら、西米良村の人や風景をテーマに絞り継続的な発表を続けている。また2008年から村内で開催されている芸術祭の実行委員長を務める。
（公益社団法人）日本広告写真家協会 正会員。

## 略歴
- 1974年 西米良村立村所小学校を卒業
- 1977年 西米良村立西米良中学校を卒業
- 1980年 宮崎県立妻高等学校を卒業
- 1982年 東京写真専門学校（現、東京ビジュアルアーツ）を卒業
- 1984年 広告写真家 野村進に師事
- 1988年 フリーランス（都内に撮影スタジを設立）
- 2001年 西米良村に帰郷
- 2013年 写真集「結いの村」で宮日出版文化賞を受賞

## 主な展覧会
- 1994年 出展：木肌プリント展／カンナで削り出した木皮に、ポラロイド写真を転写した（東京）
- 2004年 個展：西米良発 若者図鑑 展／村に暮らす20代の若者45人を撮影（宮崎／福岡 2005年）
- 2006年 ミロクノマリョク 展／画家 弥勒祐徳の日常を追った写真と、弥勒の絵画による二人展（宮崎）
- 2008年 個展：空 地 風 彩 展／西米良の四季（宮崎県立美術館）
- 2008年 個展：寝転がって観る写真展／観覧者が大型スクリーンに映し出された西米良の風景写真を8畳の和室に寝転がって鑑賞した（夏米良芸術祭／宮崎）
- 2009年 個展：5年後の若者図鑑／5年前に撮影した若者たちの「今」を8×10（エイトバイテン）カメラで撮影（ニシメラ・キューバ・イギリス展／宮崎県立美術館）
- 2009年 個展：おかえり展／西米良の秋の風景（秋米良芸術祭／宮崎）
- 2009年 個展：西米良神楽 展／西米良村の伝統文化である神楽、3座33番すべての舞を撮影（宮崎）
- 2010年 出展：Made in Japan 展 〜現代を代表する226人の写真家が捉えた日本〜／226人の写真家がそれぞれの日本を表現した（富士フイルムフォトサロン東京・大阪）
- 2011年 出展：第39回 APAアワード2010 展／美しい日本賞入選[2]（東京都写真美術館／東京・大阪市立美術館／大阪）
- 2011年 個展：最後のお仕事 展／役目を終えた12台のブラウン管テレビに、未来を担う西米良の小中学生88人全員のポートレートを映し出した（西米良芸術祭／宮崎）
- 2012年 ミロクノマリョク 展／画家 弥勒祐徳氏との10回目の二人展（宮崎県立美術館）
- 2012年 個展：結いの村 展／西米良村生まれの男性に村外から嫁いだ女性たちの夫婦、38組76人の肖像（宮崎県立美術館、西米良村、諸塚村、高千穂町、以上宮崎県内）
- 2013年 個展：記憶の鏡 展／村の風景が過ぎ去った記憶を呼び起こす（村岡屋ギャラリー・福岡）

## 著書・撮影
- 2006年 小伝 弥勒先生（井口幸久著／西日本新聞社）
- 2009年 西米良神楽（鉱脈社）
- 2009年 おかえり 西米良写真日記（石風社）
- 2011年 語れぬ妻へ（弥勒祐徳著／石風社）
- 2012年 結いの村 小河孝浩写真集（石風社）・第23回宮日出版文化賞 受賞作品

## 連載
- 2006年〜2007年 西米良の四季（写真・文）4回（日向時間舎）
- 2007年〜2008年 エンジョイ写真術（写真・文） 48回（宮崎日日新聞社）
- 2007年〜2009年 西米良だより（写真・文） 73回（西日本新聞社 朝刊）
- 2009年 西米良歳事記（写真・文） 7回（西日本新聞社 朝刊）

## 活動
- 第32回宮崎県高等学校総合文化祭 写真部門（審査、講演／2010年）
- 第11回ドキュメンタリーフォトフェスティバル宮崎 （講師／2011年）

・写真教育にも熱心で、西米良村立西米良中学校（6回）、私立宮崎学園高等学校 写真部（2回）、宮崎県立妻高等学校において、写真を使った授業を行っている。また（公益社団法人）日本広告写真家協会が主催する美術授業にカメラを取り入れた、「美術授業にカメラ」に講師として参加している。